# G580国道

G580国道路線図

G580国道（G580こくどう、中国語: 580国道）は、中華人民共和国新疆ウイグル自治区にある国道で、アクス市を起点として、アーバード県（阿瓦提県）、アラル市、ホータン市を通過し、グマ県（皮山県）を終点とする、全長789kmの道路である。崑崙山脈中のヒンドゥータシュ峠はトンネルで通り、黒玉河に面した康西瓦でG219国道と接続する予定。
2023年10月、アクス市～アーバード県間の53.34kmは開通している。

## 写真集

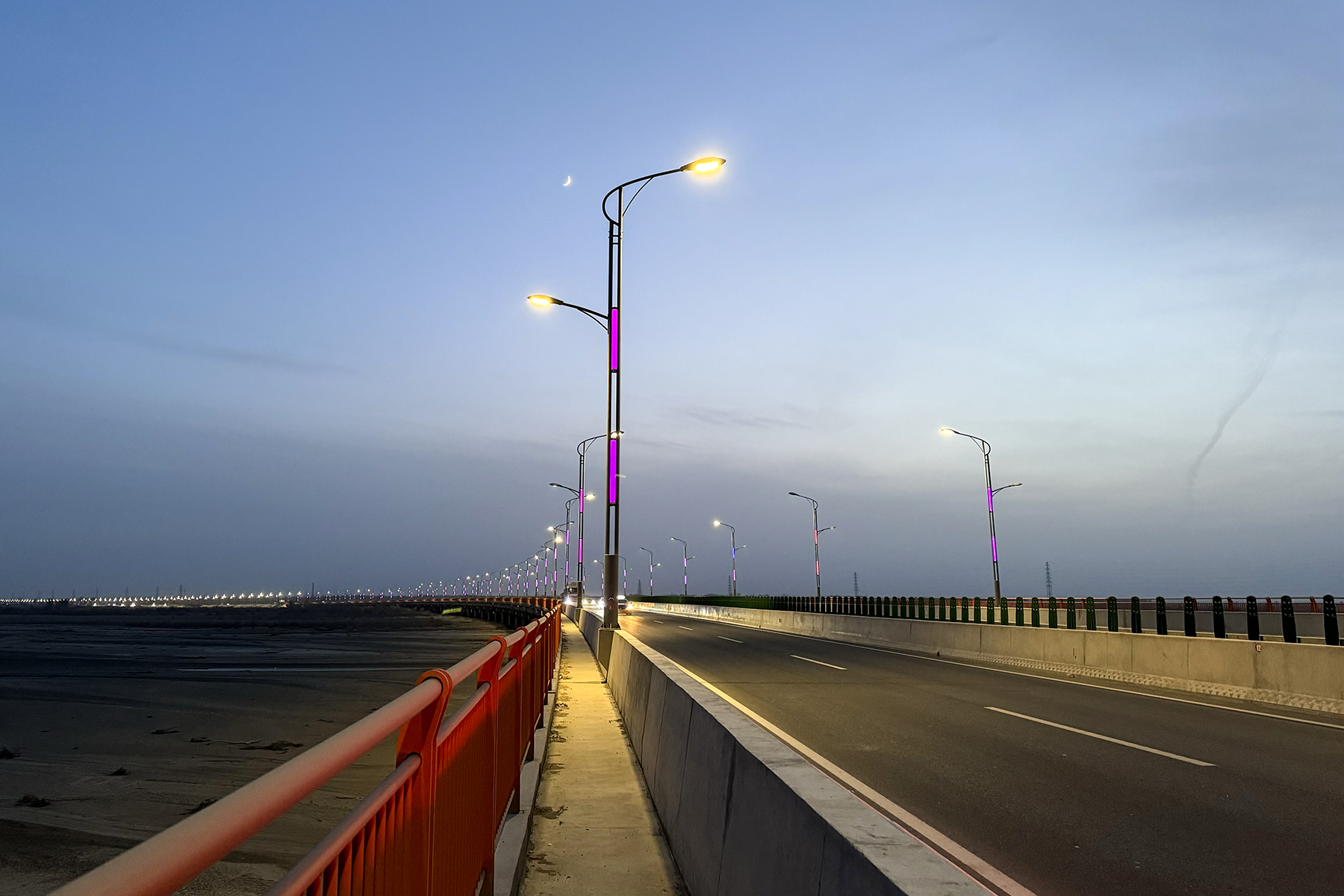
G580国道タリム川大橋
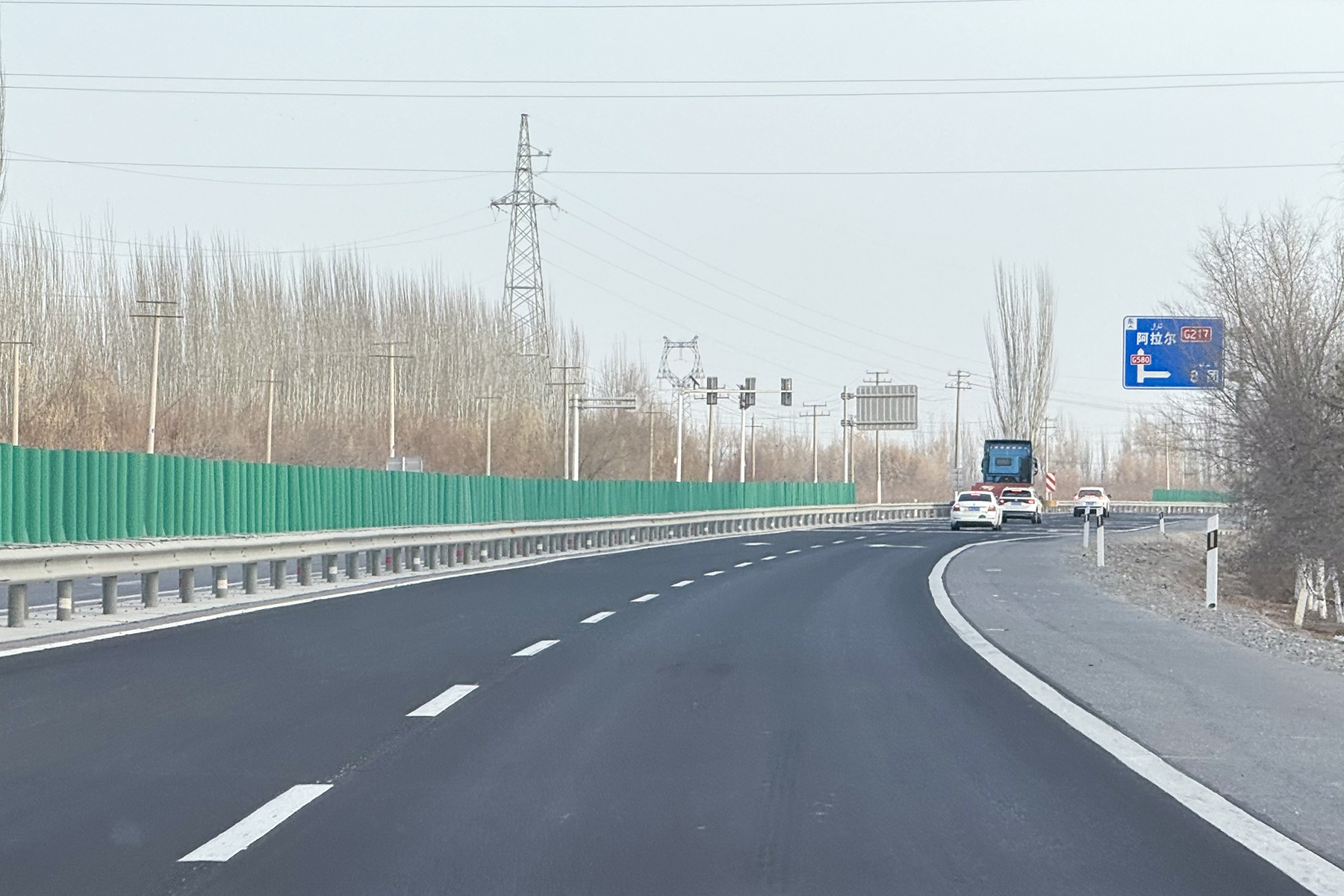
G580国道アクス～アラル間で
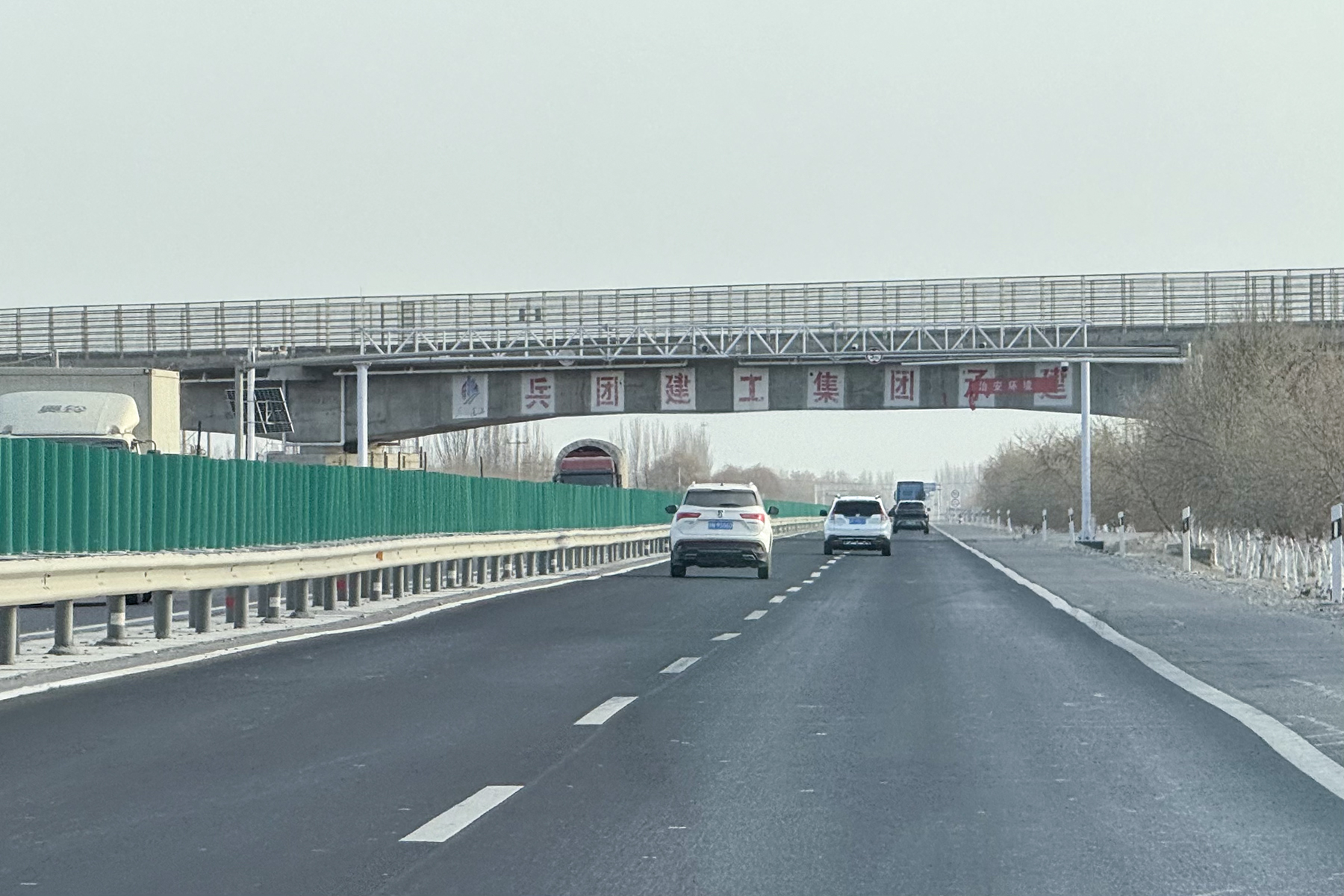
G580国道が阿阿線を超える

## 参照項目
- 中国の国道